# Giovanni Criselio
Giovanni Criselio in greco Ἰωάννης Χρυσήλιος? (fl. X secolo) era un magnate della provincia di Dyrrhachium della fine del X secolo e il suocero dello zar Samuele di Bulgaria (r. 997-1014).

## Biografia
Di origine bulgara, Criselio era l'“uomo di comando” (proteuon) di Dyrrhachium. Secondo un'altra opinione, il suo nome non è bulgaro e non ci sono prove che Criselio fosse bulgaro; si ipotizza che fosse di origine armena pauliciana o bogomila. 
Secondo una nota sulla "Storia" di Giovanni Scilitze, lo zar bulgaro Samuele sposò la figlia di Criselio, Agata, che fu fatta prigioniera dopo che Samuele saccheggiò la città di Larissa. È possibile che in questo modo Samuele sia riuscito ad acquisire il controllo della città portuale adriatica, strategicamente importante.
Dopo la battaglia dello Spercheo del 997, Samuele nominò governatore della città suo genero Ashot Taronita, un prigioniero bizantino che aveva sposato sua figlia Miroslava. Verso il 1005, tuttavia, Ashot e Miroslava, con la connivenza di Criselio, fuggirono su una nave bizantina verso Costantinopoli, con una lettera di Criselio che prometteva di consegnare la città all'imperatore bizantino Basilio II (r. 976-1025), in cambio del titolo di patrikios per sé e i suoi due figli. Di lì a poco, uno squadrone bizantino apparve al largo della città sotto la guida di Eustazio Dafnomele e la città tornò sotto il dominio bizantino, ma nel frattempo Criselio era morto. È tuttavia possibile che questo episodio sia avvenuto già nel 1018, alla fine della guerra bulgara, poiché la cronologia della fonte primaria della guerra, Giovanni Scilitze, non è chiara; mentre la cronaca italiana di Lupo Protospata fornisce una data completamente diversa per la ripresa di Dyrrhachium, 1004/1005, e non menziona affatto Criselio.

## Famiglia
A parte la figlia Agata, gli studiosi bulgari moderni equiparano un patrikios Nicola Criselio o Nicola il Bulgaro, ricordato da Scilitze come attivo sotto Romano III Argiro (r. 1028-1034), a uno dei figli di Giovanni Criselio. Anche un certo Teodoreto, che era il padre di Teodora Cosara, moglie del principe Jovan Vladimir di Doclea, è stato indicato dagli studiosi moderni come uno dei figli di Criselio.